# 斯莫梁角

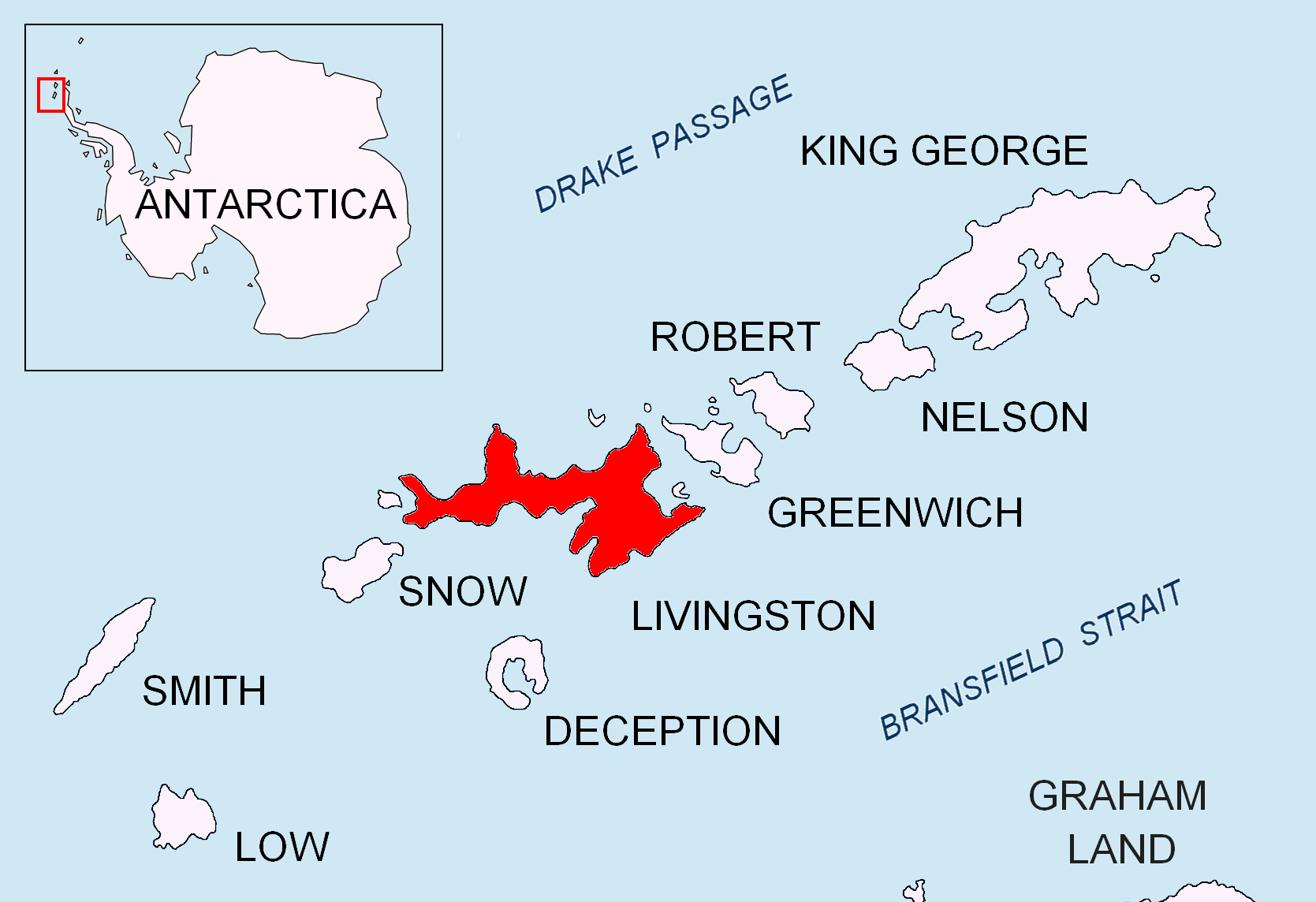

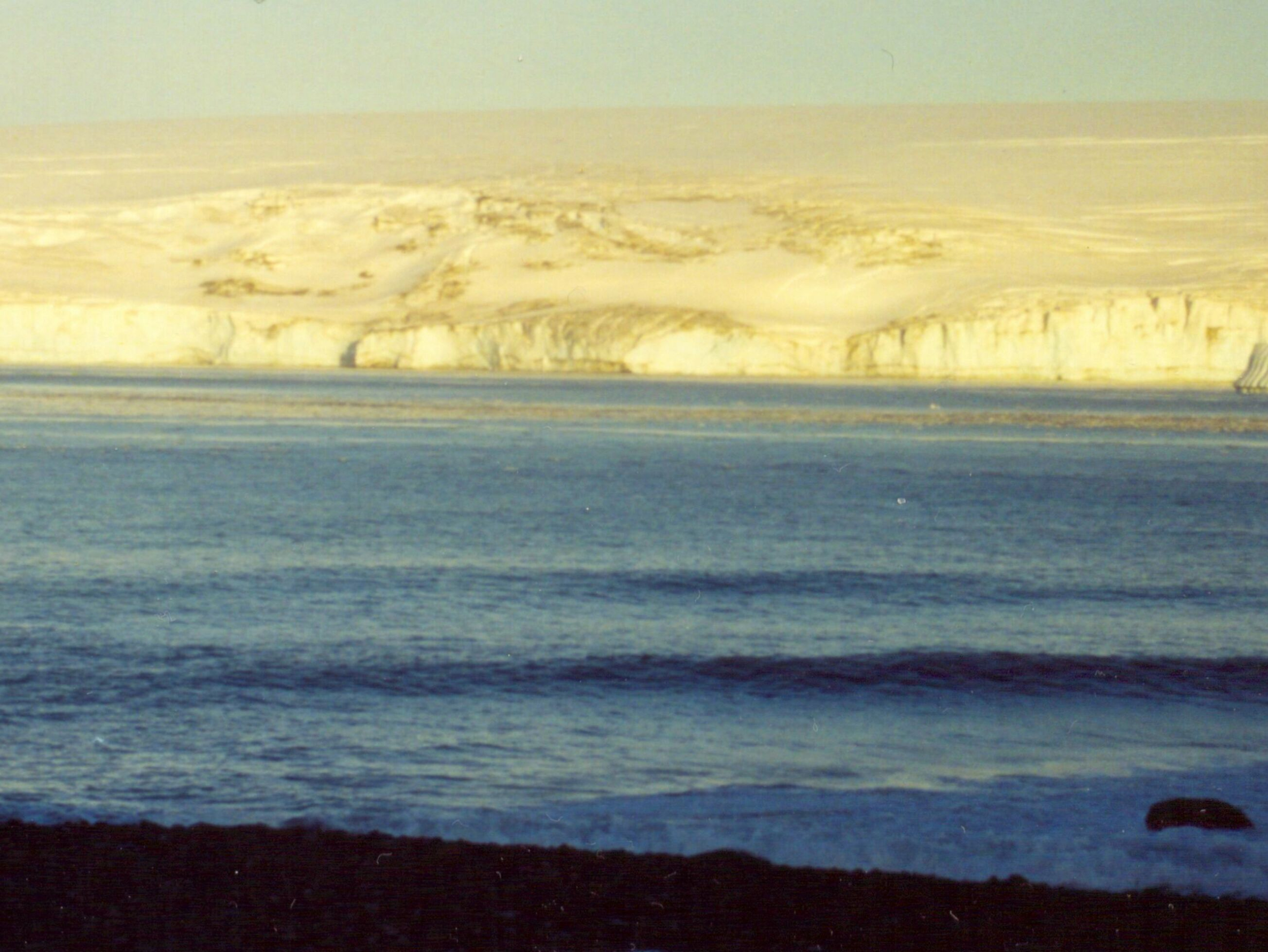

斯莫梁角是南極洲的海岬，位於南設得蘭群島的利文斯頓島，處於埃雷比角東北面1.86公里和赫斯佩里得斯角西北面3.7公里，以保加利亞南部城鎮命名。

## 外部連結
- SCAR Composite Antarctic Gazetteer（页面存档备份，存于）.